# N,N,N',N'-tetrametilmetanodiamina
La N,N,N',N'-tetrametilmetanodiamina, también llamada bis(dimetilamino)metano y N,N,N',N'-tetrametildiaminometano, es una poliamina de fórmula molecular C5H14N2.
Es isómera de la cadaverina pero a diferencia de ésta, sus dos grupos amino son terciarios, cada uno de ellos unido a dos grupos metilo además de a la cadena principal.

## Propiedades físicas y químicas
La N,N,N',N'-tetrametilmetanodiamina es un líquido incoloro o ligeramente amarillo.
Su punto de ebullición es de 84 °C y su punto de fusión -55 °C.
Es un líquido soluble en agua; el valor del logaritmo de su coeficiente de reparto, logP = 0,05, indica una solubilidad parecida en disolventes hidrófilos e hidrófobos.
Tiene una densidad de 0,749 g/cm³, relativamente baja en comparación a la de sus isómeros cadaverina, 2-isopropilaminoetilamina y 3-dimetilaminopropilamina.
En cuanto a su reactividad, es un compuesto incompatible con ácidos, cloruros de acilo, anhídridos ácidos y agentes oxidantes fuertes. Reacciona con el dióxido de carbono del aire.

## Síntesis y usos
Esta poliamina se puede sintetizar haciendo reaccionar formaldehído y dietilamina. Otra ruta de síntesis usa como materiales de partida 1-cloro-1-metoxi-3,3-dimetilurea y la citada dietilamina.
En cuanto a sus usos, es un reactivo empleado como origen del producto intermedio de la reacción de Mannich; por ejemplo, su reacción con o-hidroxi-ɑ-aril-acetofenonas en etanol hirviendo conduce directamente a la formación de isoflavanonas.
Asimismo, se ha estudiado el mecanismo de ignición de esta poliamina con ácido nítrico y su posible aplicación como propergol para cohetes.

## Precauciones
La N,N,N',N'-tetrametilmetanodiamina es un compuesto muy inflamable cuyo punto de inflamabilidad es de -12 °C.
Es una sustancia moderadamente tóxica si se ingiere y puede irritar la piel y los ojos.
Uno de los principales riesgos del uso de este compuesto es la amenaza que supone para el medio ambiente; en caso derrame, se deben tomar medidas inmediatas para limitar su dispersión en el entorno. En este sentido, el valor de su coeficiente de adsorción en suelos —medida de la tendencia de una sustancia química para ser retenida y no ser lixiviada—, Koc = 34,7, indica que esta poliamina tiene una movilidad moderada en suelos.